# مجلس نمایندگان لیبی
مجلس نمایندگان لیبی (عربی: مجلس النواب اللیبی‎)، مجلس قانونگذاری لیبی است که در نتیجه انتخابات ۲۰۱۴ مجلس لیبی با مشارکت ۱۸ درصدی برگزار شد. در ۴ اوت ۲۰۱۴، در جریان کودتای اوت ۲۰۱۴ اسلام‌گرایان در طرابلس، پایتخت لیبی، در چارچوب جنگ داخلی لیبی، مجلس نمایندگان، خود را به طبرق در شرق لیبی، منتقل کرد. در مه ۲۰۱۹، در حالی که طرابلس، مورد حمله مسلحانه قرار داشت، چندین جلسه مجلس نمایندگان، در طرابلس برگزار شد و یک رئیس موقت به مدت ۴۵ روز انتخاب شد. بین سال‌های ۲۰۱۴ تا ۲۰۲۱، مجلس نمایندگان، از دولت مستقر در طبرق به رهبری عبدالله الثنی، قبل از حمایت از دولت فعلی وحدت ملی به رهبری عبدالحمید دبیبه حمایت کرد. در سپتامبر ۲۰۲۱، مجلس نمایندگان، رأی عدم اعتماد به دولت وحدت ملی لیبی را تصویب کرد و بعداً دولت رقیب ثبات ملی را منصوب کرد.